# 廖锦成
廖锦成（1965年8月—），广西罗城人，中华人民共和国政治人物。

## 生平
1965年8月，廖锦成出生在广西壮族自治区罗城县（今罗城仫佬族自治县）。
1986年7月起，廖锦成先后出任河池地区教育学院的教师、教务处主任；河池民族职业大学教务处处长；河池地委组织部干教科科长；河池地委干部教育领导小组办公室主任。在任期间的1992年6月加入中国共产党。
2002年9月，廖锦成升任中共都安瑶族自治县委副书记。
2006年8月，廖锦成出任中共河池市委副秘书长，次年1月兼任中共河池市委办公室副主任、市委政研室主任。同年12月，廖锦成转任河池市发展和改革委员会党组书记、主任。
2012年11月，廖锦成调任中共凤山县委书记。
2020年7月，廖锦成出任河池市供销合作社党组书记，直到2021年6月。

### 落马
2021年6月，廖锦成因涉嫌严重违纪违法，接受河池市纪委监委纪律审查和监察调查。12月6日，廖锦成因严重违纪违法遭到开除党籍和开除公职（双开）处分。
2022年4月13日，南丹县人民法院一审公开开庭审理廖锦成受贿、贪污、滥用职权一案。5月10日，南丹县人民法院对廖锦成涉嫌受贿、贪污、滥用职权一案进行一审公开宣判：廖锦成犯受贿罪，判处有期徒刑12年，并且处罚金125万元；犯贪污罪，判处有期徒刑3年，并且处罚金25万元；犯滥用职权罪，判处有期徒刑6年。一共判处有期徒刑19年，并且处罚金150万元。